# Dipdive
Dipdive é uma rede social. O site ficou conhecido por hospedar o video original da campanha "Yes We Can". O site foi criado pelo rapper Will.i.am, a rede permite que os usuáros enviem imagens, lista de reproduções, vídeos, textos, entre outros.

## História
O site foi lançando juntamente com a canção "Songs About Girls", do cantor e compositor will.i.am, no Reino Unido. Criado pelo "Brothers In Art", o mesmo criador de um fã-site do Black Eyed Peas, o site tornou-se popular quando will.i.am enviou o vídeo "Yes We Can", no dia 2 de Fevereiro de 2008.
Em 22 de Fevereiro de 2009, will.i.am enviou uma versão do primeiro single do novo álbum do Black Eyes Peas, "Boom Boom Pow", onde ele revelou que o site oficial do grupo seria redirecionado para o Dipdive.